# 1937 en rugby à XV
Chronologie du rugby à XV
1936 en rugby à XV - 1937 en rugby à XV - 1938 en rugby à XV
Les faits marquants de l'année 1937 en rugby à XV

## Événements

### Mars
- L'Angleterre gagne le Tournoi britannique de rugby à XV 1937 avec une triple couronne, en remportant trois victoires en trois rencontres.
  - Article détaillé : Tournoi britannique de rugby à XV 1937

### Mai
- 2 mai : le championnat de France de première division 1936-1937  est remporté par le CS Vienne qui bat l'AS Montferrand en finale[1].
  - Article détaillé : Championnat de France de rugby à XV 1936-37

### Récapitulatifs des principaux vainqueurs de compétitions 1936-1937
- 2 mai : le CS Vienne est champion de France en s'imposant en finale face à l'AS Montferrand, 13-7.
- Le Gloucestershire est champion d'Angleterre des comtés.

### Septembre

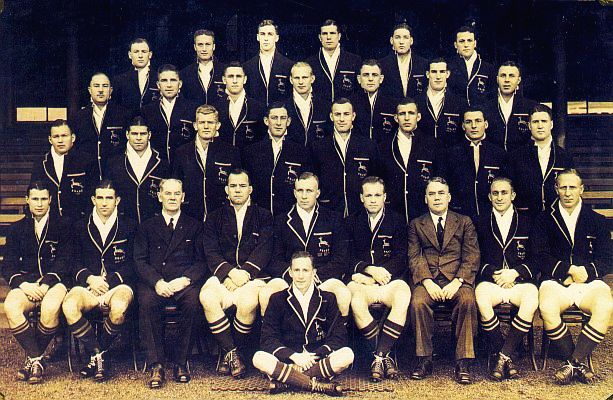
Équipe d'Afrique du Sud de 1937

- Les Springboks rendent visite d'abord aux Wallabies (2-0), puis ils remportent leur série contre les All Blacks (2-1) lors d'un passage en Nouvelle-Zélande[2]. Les All Blacks remportent le premier test match mais s’inclinent lors des deux suivants. Ils ont affaire à forte partie : cette équipe d’Afrique du Sud de 1937 est parfois décrite comme la meilleure qui ait joué en Nouvelle-Zélande[3]. Ferdie Bergh, Gerry Brand, Danie Craven, Boy Louw, Fanie Louw, Flip Nel et Dai Williams participent à la tournée.

### Octobre
- 10 au 17 octobre : tournoi disputé en parallèle de l'Exposition Internationale à Paris avec la Belgique, les Pays-Bas, la Roumanie, l'Italie, l'Allemagne et la France et remporté par cette dernière face à l'Italie sur le score de 43 à 5[4].